# 大阪府道38号富田林泉大津線
大阪府道38号富田林泉大津線（おおさかふどう38ごう とんだばやしいずみおおつせん）は、大阪府富田林市から泉大津市に至る主要地方道（大阪府道）である。泉北ニュータウンを通る区間は大阪府道34号堺狭山線と合わせて泉北1号線と呼ばれている。

## 概要
室堂町交差点 - 泉ヶ丘駅分岐までの本線部と交差道路とはすべて掘割または高架で通過するため信号機はなく、制限速度60 km/h（室堂町交差点 - 光明池駅付近は50 km/h）の区間が続くため、流れがスムーズであり堺市内と泉北ニュータウン・和泉ニュータウンを結ぶバイパス道路として認知されている。そのため交通量も多く速度超過の取締りもよく実施されている。同区間では、南海泉北線を上下線で挟む構造になっており、本線：上下2車線、側道：上下2車線の合わせて上下4車線である。

### 路線データ
- 起点：大阪府富田林市錦織東3丁目（国道170号交点）
- 終点：大阪府泉大津市戎町（戎町交差点、大阪府道204号堺阪南線交点）
- 別線：大阪府和泉市伯太町 - 泉大津市松之浜町

## 歴史
- 1954年（昭和29年）
  - 1月20日 - 建設省（現・国土交通省）が主要地方道泉大津粉河線を指定。
  - 4月6日 - 和歌山県が主要県道1号泉大津粉河線を認定。
  - 6月10日 - 大阪府が主要府道泉大津粉河線を認定。
- 1982年（昭和57年）4月1日 - 建設省が主要地方道和泉富田林線を指定[1]。
- 1983年（昭和58年）1月31日 - 大阪府が主要府道和泉富田林線を認定。
- 1984年（昭和59年） - 和泉富田林線が府道38号、泉大津粉河線が府道39号となる。
- 1993年（平成5年）5月11日 - 建設省から、主要府道和泉富田林線・主要府県道泉大津粉河線の一部が富田林泉大津線として主要地方道に指定される[2]。
- 1994年（平成6年）4月1日 - 大阪府が主要府道38号富田林泉大津線を認定。府道38号和泉富田林線と主要府道39号泉大津粉河線を廃止。和歌山県が主要県道1号泉大津粉河線を廃止。

## 路線状況

### 通称
- 泉北1号線（和泉市室堂町より大阪府道34号堺狭山線・石津北交差点の区間については、こう呼ばれる）

### 重複区間
- 大阪府道198号河内長野美原線（富田林市須賀 地内）
- 大阪府道208号堺泉北環状線（堺市南区槇塚台・槇塚台西交差点 - 堺市南区三原台・晴美台1丁交差点）
- 大阪府道34号堺狭山線（堺市南区三原台・晴美台1丁交差点 - 堺市南区竹城台・泉北泉ケ丘駅前）
- 大阪府道208号堺泉北環状線（堺市南区新檜尾台/和泉市伏屋町・府立母子センター北交差点 - 和泉市伏屋町・光明池試験場前交差点）
- 大阪府道216号和田福泉線（和泉市・伏屋町交差点 - 伏屋町中交差点）
- 国道480号（和泉市芦部町・阪本町交差点 - 泉大津市穴田・穴田交差点）

## 地理

### 通過する自治体
- 富田林市
- 河内長野市
- 大阪狭山市
- 堺市（南区）
- 和泉市
- 泉大津市

### 交差する道路
富田林市

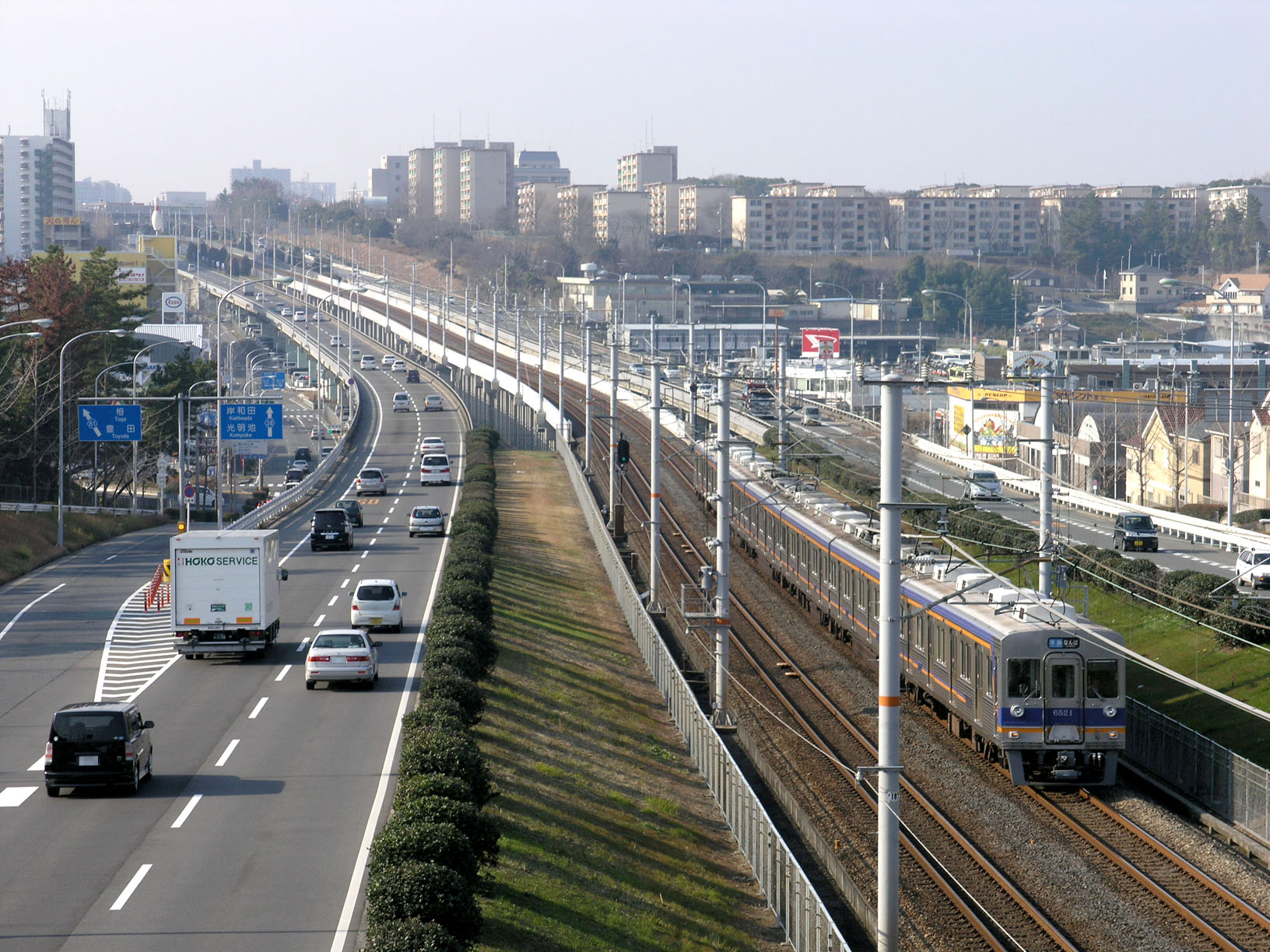
府道富田林泉大津線（泉北1号線）
（大阪府堺市南区若松台）

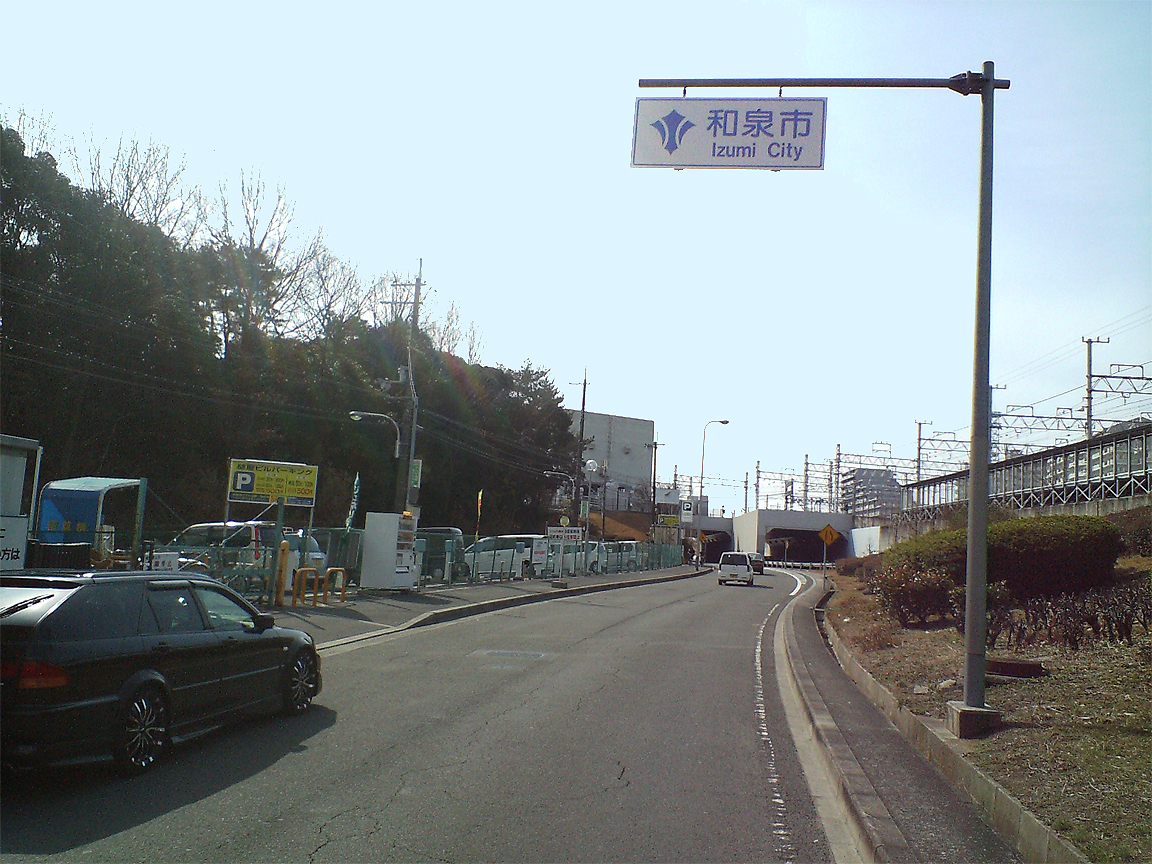
和泉市との境界線付近
（南海泉北線「光明池」駅周辺）

- 国道170号（富田林市錦織東3丁目、起点）
- 国道170号（富田林市錦織南 / 富田林市須賀・須賀南交差点）
- 大阪府道38号富田林泉大津線 須賀バイパス（富田林市須賀・須賀バイパス入口交差点）
- 大阪府道38号富田林泉大津線 須賀バイパス（富田林市須賀2丁目）
- 大阪府道198号河内長野美原線（富田林市須賀）
- 大阪府道198号河内長野美原線（富田林市須賀）

河内長野市
- 国道310号（河内長野市松ケ丘東町・松ヶ丘郵便局前交差点）

大阪狭山市
- 大阪府道217号大野天野線（大野西地先）

堺市
- 大阪府道208号堺泉北環状線（堺市南区槇塚台・槇塚台西交差点）
- 大阪府道208号堺泉北環状線（堺市南区三原台・晴美台1丁交差点）
- 大阪府道34号堺狭山線（堺市南区三原台・晴美台1丁交差点）
- 大阪府道34号堺狭山線（堺市南区竹城台・泉北泉ヶ丘駅前）
- 大阪府道61号堺かつらぎ線（堺市南区竹城台・豊田橋北交差点、堺市南区若松台・豊田橋南交差点）
- 大阪府道215号別所草部線（堺市南区檜尾・高橋中交差点、高橋南交差点）

和泉市
- 大阪府道208号堺泉北環状線（堺市南区新檜尾台/和泉市伏屋町・府立母子センター北交差点）
- 大阪府道208号堺泉北環状線（和泉市伏屋町・光明池試験場前交差点）
- 大阪府道216号和田福泉線（和泉市伏屋町・伏屋町交差点）
- 大阪府道216号和田福泉線（和泉市伏屋町・伏屋町中交差点）
- 大阪府道223号三林岡山線（室堂町北1号・2号交差点）
- 国道480号（和泉市芦部町・阪本町交差点）
- 大阪府道30号大阪和泉泉南線（和泉市府中町）
- 大阪府道30号大阪和泉泉南線（和泉市府中町・和泉市役所北交差点）

泉大津市
- 国道26号・国道480号（泉大津市穴田・穴田交差点）
- 大阪府道204号堺阪南線・大阪府道225号大津港線（泉大津市戎町・戎町交差点、終点）

須賀バイパス
- 大阪府道38号富田林泉大津線（富田林市須賀・須賀バイパス入口交差点）
- 大阪府道38号富田林泉大津線（富田林市須賀2丁目）
- 国道310号（河内長野市松ケ丘東町・松ヶ丘中町交点）

別線
- 大阪府道30号大阪和泉泉南線（和泉市伯太町）
- 国道26号（和泉市池上町・池上曽根遺跡前）
- 大阪府道29号大阪臨海線（松之浜西交差点、終点）

### 沿線にある施設など
- 南海泉北線 泉ケ丘駅、栂・美木多駅、光明池駅
  - 「泉北1号線」と呼ばれる区間で泉北線と並走。
- 大阪府営錦織公園
- 大阪大谷大学
- 近畿大学医学部附属病院
- 桃山学院教育大学
- プール学院短期大学
- 帝塚山学院大学
- 大阪府立弥生文化博物館
- 池上・曽根遺跡